# Saint-Victor-sur-Arlanc
Saint-Victor-sur-Arlanc è un comune francese di 109 abitanti situato nel dipartimento dell'Alta Loira della regione dell'Alvernia-Rodano-Alpi.

## Società

### Evoluzione demografica
Abitanti censiti